# Медісонвілл (Техас)
Медісонвілл (англ. Madisonville) — місто (англ. city) в США, в окрузі Медісон штату Техас. Населення — 4420 осіб (2020).

## Географія
Медісонвілл розташований за координатами 30°57′14″ пн. ш. 95°54′33″ зх. д. / 30.95389° пн. ш. 95.90917° зх. д. (30.954018, -95.909285).  За даними Бюро перепису населення США в 2010 році місто мало площу 11,20 км², з яких 10,82 км² — суходіл та 0,38 км² — водойми.

## Демографія
Згідно з переписом 2010 року, у місті мешкало 4396 осіб у 1487 домогосподарствах у складі 1032 родин. Густота населення становила 392 особи/км².  Було 1677 помешкань (150/км²).
Расовий склад населення:
| - 51,4 % — білих - 29,2 % — чорних або афроамериканців - 0,6 % — азіатів - 0,3 % — корінних американців - 16,0 % — осіб інших рас |

До двох чи більше рас належало 2,5 %. Частка іспаномовних становила 31,2 % від усіх жителів.
За віковим діапазоном населення розподілялося таким чином: 31,3 % — особи молодші 18 років, 55,1 % — особи у віці 18—64 років, 13,6 % — особи у віці 65 років та старші. Медіана віку мешканця становила 30,9 року. На 100 осіб жіночої статі у місті припадало 87,7 чоловіків;  на 100 жінок у віці від 18 років та старших — 83,3 чоловіків також старших 18 років.
Середній дохід на одне домашнє господарство  становив 41 029 доларів США (медіана — 31 745), а середній дохід на одну сім'ю — 45 283 долари (медіана — 39 643). Медіана доходів становила 35 233 долари для чоловіків та 21 135 доларів для жінок. За межею бідності перебувало 27,4 % осіб, у тому числі 44,6 % дітей у віці до 18 років та 9,4 % осіб у віці 65 років та старших.
Цивільне працевлаштоване населення становило 1841 особа. Основні галузі зайнятості: освіта, охорона здоров'я та соціальна допомога — 24,2 %, публічна адміністрація — 13,7 %, сільське господарство, лісництво, риболовля — 10,3 %, будівництво — 9,7 %.